# Кублешу Сомешан (Клуж)
Кублешу Сомешан (рум. Cubleşu Someşan) насеље је у Румунији у округу Клуж. Oпштина се налази на надморској висини од 411 m.

## Становништво
Према подацима из 2002. године у насељу је живело 502 становника.

### Попис2002.
| Расподела становништва по националности 2002.‍ | Расподела становништва по националности 2002.‍ | Расподела становништва по националности 2002.‍ | Расподела становништва по националности 2002.‍ | Расподела становништва по националности 2002.‍ |
| --------------------------------------------- | --------------------------------------------- | --------------------------------------------- | --------------------------------------------- | --------------------------------------------- |
|                                               |                                               |                                               |                                               |                                               |
| Румуни                                        | Румуни                                        |                                               | 443                                           | 88,4%                                         |
| Мађари                                        | Мађари                                        |                                               | 58                                            | 11,6%                                         |